# Larry Coryell
Larry Coryell (2. dubna 1943 Galveston, Texas, USA – 19. února 2017 New York) byl americký jazzový kytarista. Již od střední školy působil v několika lokálních skupinách. Když se v roce 1965 přestěhoval do New Yorku, stal se členem kvintetu Chico Hamiltona. Od roku 1965 působil ve skupině The Free Spirits, ze které odešel v roce 1967, aby mohl hrát s Gary Burtonem. Absolvoval Mannes School of Music. Se skupinou Appletree Theatre nahrál experimentální konceptuální album Playback (1967). Počátkem sedmdesátých let hrál v kapele The Eleventh House a věnoval se vydávání vlastních alb. Během své kariéry spolupracoval s řadou dalších hudebníků, mezi které patří Elvin Jones, John McLaughlin, Paco de Lucía, Herbie Mann, Charles Mingus, Chick Corea nebo Miroslav Vitouš. Se Stéphanem Grappellim vydali desku Young Django, spojující jazz a flamenco. Vystupoval v newyorském Iridium Jazz Clubu, často zhudebňoval texty své manželky, spisovatelky Julie Nathansonové–Coryellové, hudebníky jsou i jeho synové Murali Coryell a Julian Coryell. Uváděl, že jeho přístup k hudbě ovlivnila moderní vážná hudba, Jimi Hendrix a Wes Montgomery, byl známý jako „kmotr jazzrockové fúze“.